# Phytophthora ramorum
Espèce
Phytophtora ramorum est une espèce de champignons oomycètes de la famille des Peronosporaceae.
Cette espèce, signalée au milieu des années 1990  en Europe puis en Amérique du Nord, est un agent phytopathogène polyphage qui attaque de nombreuses espèces ligneuses (arbres et arbustes), forestières et ornementales.
Elle est notamment responsable de l'épidémie de la maladie dite « mort subite du chêne » qui décime les chênes dans les forêts de Californie et de l'Oregon.